# Irska (otok)
Irska je tretji največji otok v Evropi. Leži na zahodni strani Irskega morja ob otoku Velika Britanija in spada v skupino Britanskega otočja. Političnoteritorialno si ga delita dve državi, na jugu Republika Irska, na severu pa avtonomna regija Združenega kraljestva Severna Irska. Skupno živi na otoku nekaj manj kot 6 milijonov prebivalcev.
Irska ima milo, vlažno, stalno podnebje. Na podnebje močno vplivajo topli zalivski tok (prinaša visoke temperature in veliko padavin) in zahodni zimski vetrovi. Največ padavin je na zahodni obali, to je 2500 mm, v nižjih delih centralne Irske pa le 750 mm. Irsko oblivajo Irsko, Severno in Keltsko morje, Rokavski preliv in Atlantski ocean. 
Carrauntoohil (1041 m) je najvišji vrh Irske, Shannon pa najdaljša reka (370 km), tudi na Britanskem otočju. Največje jezero je Lough Neagh (392 km²).